# الاختلاف في الاختلافات
الاختلاف في الاختلافات) هي عبارة عن تقنيات إحصاء تستخدم في الاقتصاد السياسي والبحث الكمي في العلوم الاجتماعية التي تحاول محاكاة تقييم البحوث التجريبية باستخدام بيانات الدراسة بالملاحظة، عبر دراسة فرق تأثير العلاج على (مجموعات التجارب المقارنة) مقابل (مجموعة التجربة طبيعية)  في البيئة التجريبية، تقوم بحساب تأثير العلاج (متغير تفسيري أو متغير مستقل) في النتيجة (متغير الاستجابة أو متغير غير مستقل) عبر مقارنة متوسط المتغيرات على مدار الوقت في نتيجة المتغيرات لمجموعة المقارنة ومتوسط التغير على مدار الوقت لمجموعة التجربة الطبيعية، كما انها تعتمد على تخفيف العوامل الخارجية وتحيز الاختيار، تعتمد على كيفية اختيار المجموعة المقارنة، هذه النظرية مازالت موضوع لتحيزات معينة (إنحدار المتوسط، السبيبية العكسية وانحياز المتغير المحذوف)
في المقابل لتقدير المتسلسلة الزمنية لتأثير العلاج على الموضوع (الذي يحلل الاختلافات بمرور الوقت) أو تقدير المقطع العرضي لتأثير العلاج (مما يقيس الفرق بين مجموعة المقارنة ومجموعة التجربة الطبيعية) الاختلاف في الاختلافات يستخدم بيانات اللوحة لقياس الاختلافات، بين مجموعة المقارنة ومجموعة التجربة الطبيعية، عن طريق اختلاف المتغيرات التي تحدث بمرور الوقت

## تعريف عام

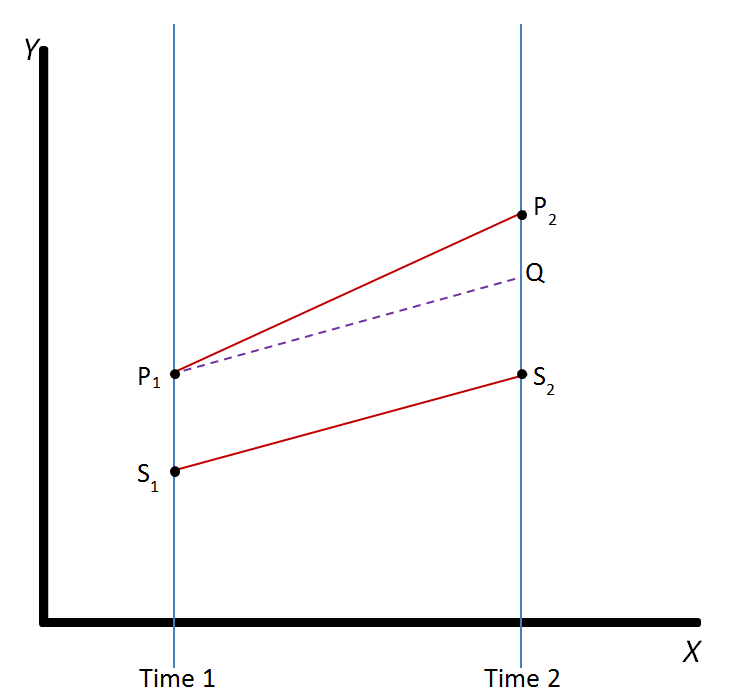

اختلاف في الاختلافات تقوم بطلب البيانات القياسية الخاصة بالمجموعة المقارنة ومجموعة التجربة الطبيعية لمدة فترتين زمنيتين أو أكثر بالتحديد وعلى الأقل فترة زمنية واحدة قبل العلاج وفترة زمنية واحدة بعد العلاج في صورة المثال المبينة؛ النتائج الخاصة بالمجموعة المقارنة مبينة بالخط  P  والنتائج الخاصة بمجموعة التجربة الطبيعية مبينة بالخط S  ، يتم قياس النتيجة المتغيرة للمجموعتين في الفترة الزمنية 1  قبل أنت يتلقى كلاهما العلاج (المتغير المستقل أو التفسيري) يمثل عبر النقاط P1 , S1   تتلقى مجموعة المقارنة «العلاج» ثم يتم قياس النتيجة مرة أخرى في الفترة الزمنية 2، ليست كل الاختلافات بين المجموعتين (هذا الاختلاف بين P2, S2  ) يمكن تفسيرها على انها اختلاف تأثير العلاج، لأن مجموعة المقارنة لم تبدأ بنفس الوقت مع مجموعة التجربة الطبيعية في الفترة الزمنية 1، وبالتالي الاختلاف بالاختلافات بحساب التغير الطبيعي في متغير النتيجة بين المجموعتين (هذا الاختلاف سوف يبقى موجود بحال إذا لم تجرب أي من المجموعتين العلاج) وهذا ممثل بالخط النقطي Q ، لاحظ أن أن الميل بين P1  و Q  هو نفس الميل بين S1  وS2  ، أن الاختلاف بين النتيجة الملحوظة والنتيجة الطبيعية هي الاختلاف بين Q  و  P2  .

## تعريف رسمي
خذ بعين الاعتبار النموذج
{\displaystyle y_{it}~=~\gamma _{s(i)}+\lambda _{t}+\delta I+\varepsilon _{it}}
حيث yit عبارة عن متغير تابع للعينة s(i),t , I هي المجموعة التي تضم (مجموعة المقارنة أو مجموعة التجربة الطبيعية) و (...)/ هي اختزال المتغير الوهمي يساوي 1 عندما يتم وصف الحدث في (.) وهي حقيقية وصفر لغير ذلك. في تحديد من الوقت مقابل y حسب المجموعة ys هوالمقطع الرأسي للرسم البياني لل s و λt هو الاتجاه الزمني المشترك بين المجموعتين وفقًا لافتراض الاتجاه الموازي (انظر الافتراضات أدناه). δ يعبر عن تأثير العلاج، أما ε وهي المدة المتبقية. بالنظر في متوسط االمتغير المستقل والمؤشرات الوهمية حسب المجموعة والوقت.
{\displaystyle {\begin{aligned}n_{s}&={\text{ number of individuals in group }}s\\{\overline {y}}_{st}&={\frac {1}{n_{s}}}\sum _{i=1}^{n}y_{it}\ I(s(i)~=~s),\\{\overline {\gamma }}_{s}&={\frac {1}{n_{s}}}\sum _{i=1}^{n}\gamma _{s}(i)\ I(s(i)~=~s)~=~\gamma _{s},\\{\overline {\lambda }}_{st}&={\frac {1}{n_{s}}}\sum _{i=1}^{n}\lambda _{t}\ I(s(i)~=~s)~=~\lambda _{t},\\D_{st}&={\frac {1}{n_{s}}}\sum _{i=1}^{n}I(s(i)~=~{\text{ treatment, }}t{\text{ in after period}})\ I(s(i)~=~s)~=~I(s~=~{\text{ treatment, }}t{\text{ in after period}}),\\{\overline {\varepsilon }}_{st}&={\frac {1}{n_{s}}}\sum _{i=1}^{n}\varepsilon _{it}\ I(s(i)~=~s),\end{aligned}}}
و لنفترض ببساطة ان s=1.2 وt= 1.2 علماً بأن {\displaystyle D_{st}} ليست عشوائية ولكنها فقط ترمز إلى كيفية تصنيف الفترات الزمنية والمجموعات فأن.
{\displaystyle {\begin{aligned}&({\overline {y}}_{11}-{\overline {y}}_{12})-({\overline {y}}_{21}-{\overline {y}}_{22})\\[6pt]={}&{\big [}(\gamma _{1}+\lambda _{1}+\delta D_{11}+{\overline {\varepsilon }}_{11})-(\gamma _{1}+\lambda _{2}+\delta D_{12}+{\overline {\varepsilon }}_{12}){\big ]}\\&\qquad {}-{\big [}(\gamma _{2}+\lambda _{1}+\delta D_{21}+{\overline {\varepsilon }}_{21})-(\gamma _{2}+\lambda _{2}+\delta D_{22}+{\overline {\varepsilon }}_{22}){\big ]}\\[6pt]={}&\delta (D_{11}-D_{12})+\delta (D_{22}-D_{21})+{\overline {\varepsilon }}_{11}-{\overline {\varepsilon }}_{12}+{\overline {\varepsilon }}_{22}-{\overline {\varepsilon }}_{21}\end{aligned}}}
فريضة خارجية المنشأ الدقيقة ويعني ان
{\displaystyle \operatorname {E} \left[({\overline {y}}_{11}-{\overline {y}}_{12})-({\overline {y}}_{21}-{\overline {y}}_{22})\right]~=~\delta (D_{11}-D_{12})+\delta (D_{22}-D_{21}).}
دون فقد العمومية نفترض أن {\displaystyle s=2} هي مجموعة التجارب المقارنة و {\displaystyle t=2} هي بعد الفترة الزمنية فأن؛
{\displaystyle D_{22}=1} و {\displaystyle D_{11}=D_{12}=D_{21}=0}
تعطي الاختلاف في الاختلافات المقدر
{\displaystyle {\hat {\delta }}~=~({\overline {y}}_{11}-{\overline {y}}_{12})-({\overline {y}}_{21}-{\overline {y}}_{22}),}
التي يمكن تفسيرها على أنها تأثير العلاج المشار إليه من قبل {\displaystyle D_{st}}
كما هو مبين ادناه عن كيفية قراءة مقدار معامل الانحداربطريقة المربعات الصغرى. النموذج الموصوف في هذا القسم هو الإفراط في القياس لمعالجة ذلك، يمكن تعيين أحد معاملات المتغيرات الوهمية إلى 0، على سبيل المثال، قد نقوم بتعيين {\displaystyle \gamma _{1}=0}

## افتراضات
كل الفرضيات الخاصة ب مربعات صغرى عادية تطبق بالتساوي على الاختلاف في الاختلافات بالإضافة الا ان الاختلاف في الاختلافات يتطلب فرضية الاتجاه الموازي . فرضية الاتجاه المواز تقول بأن {\displaystyle \lambda _{2}-\lambda _{1}} هي نفسها في {\displaystyle s=1} و {\displaystyle s=2} . بالنظر إلى التعريف الرسمي أعلاه يمثل بدقة الواقع، هذا الافتراض يحمل تلقائيا ومع ذلك، فإن النموذج مع {\displaystyle \lambda _{st}~:~\lambda _{22}-\lambda _{21}\neq \lambda _{12}-\lambda _{11}} قد يكون أكثر واقعية. من أجل زيادة احتمال فرضية الاتجاه الموازي، الاختلاف في الاختلافات بالعادة يمتلك نهج مفترن مع المطابقة، وهذا ينطوي على وحدات «مطابقة» معروفة «العلاج» مع وحدات «التحكم» المحاكاة العكسية: وتتميز الوحدات المماثلة التي لم تتلقى العلاج. من خلالت تحديد نتائج متغير في الفرق الزمني، (تم ملاحظة تغير في النتائج بين قبل والفترات الاحقة للعلاج) ومطابقة وحدات متعددة في عينة كبيرة على أساس تاريخ مماثل قبل العلاج، نتائج متوسط تأثير الحساب، يقدم الاختلاف في الاختلافات تقدير قوي عن اثار العلاج وهذا يخدم غرضين إحصائيين: اولا، الشرط بالمشاركة في المعالجة المسبقة، من المرجح ان يحمل فرضية الاتجاه الموازي؛ ثانيا، ويقلل هذا النهج من الاعتماد على افتراضات التجاهل المرتبطة اللازمة للاستدلال الصحيح. كما هو موضح إلى اليسار، ويكون تأثير العلاج هو الفرق الذي يتم ملاحظته بين قيمة y الملاحظة وقيمة y التي ستكون عليها بعد الاتجاه المواز، لم يكن هناك علاج. ولكن تكمن نقظة الضعف الخاصة بالاختلاف في الاختلافات، هو عندما يتغير شيء آخر غير العلاج في مجموعة واحدة ولكن ليس الأخرى في نفي الفترة الزمنية الذي يتغير فيها العلاج، مما يعني انتهاكًا لفرضية الاتجاه المواز.
لضمان دقة تقدير الاختلاف في الاختلافات، يفترض للافراد بالمجموعتبن ان تبقى دون تغير طول الفترة الزمنية. عند استخدام نموذج الاختلاف في الاختلافات ، يجب النظر في العديد من المشكلات التي قد تعرض النتائج للخطر، مثل ترابط تلقائي وانخفاض اشينلفتر والتعامل معها.